# Municipio de Ķekava
El municipio de Ķekavas (en Letón: Ķekavas novads) es uno de los 36 municipios de Letonia, se encuentra localizado en el centro de dicho país báltico. Fue creado durante el año 2009 después de una reorganización territorial. La capital es la villa de Ķekava.

## Ciudades y zonas rurales
- Baloži (ciudad)
- Daugmales pagasts (zona rural)
- Ķekavas  pagasts (zona rural)

## Población y territorio
Su población se encuentra compuesta por un total de 20.945 personas (2009). La superficie de este municipio abarca una extensión de territorio de unos 270,2 kilómetros cuadrados. La densidad poblacional es de 77,52 habitantes por cada kilómetro cuadrado.